# Vrakuňa
Vrakuňa (dawniej Verekne, niem. Fragendorf rzadziej Wrackendorf, węg. Vereknye) – dzielnica Bratysławy, dawniej samodzielna miejscowość, położona w powiecie Bratysława II, na zachód od centrum miasta, wzdłuż brzegów Małego Dunaju przy drodze prowadzącej na Wyspę Żytnią.

## Historia
Pierwotnie stanowiła część majątku związanego z Zamkiem Bratysławskim. Początki osadnictwa sięgają wczesnego średniowiecza, kiedy tereny ten określano słowiańską nazwą Vrač (oznaczającą lekarza, uzdrowiciela). Nazwa Verekne pojawia się po raz pierwszy w 1290 – otrzymała ją od założyciela (w 1271) i właściciela wsi – Lörinca Verekenyiho. Od końca XIV wieku stała się własnością Bratysławy.
W 1683 Verekne spustoszyły wojska tureckiego sułtana Galgu, prowadzącego 8 tysięcy żołnierzy do obozu Imre Thökölyego. Mieszkańcy wsi uciekali do lasów lub w trudno dostępne tereny nad Dunajem. Dopiero wiek później, w 1768, liczba mieszkańców osiągnęła ten sam poziom – 41 rodzin, ale znacznie biedniejszych.
W połowie XIX wieku Verekne miało 69 domów i 451 obywateli, przeważnie Węgrów. Większość zajmowała się rolnictwem, rzemiosło było mało rozwinięte. Oprócz młynarzy, browarnika i rzeźnika mieszkał we wsi również murarz, szewc i tkacz. Pod koniec XIX wieku zaczął się nagły wzrost liczby mieszkańców – na początku XX stulecia ich liczba wynosiła 742, a w 1940 – 1232 w 249 domach. Oprócz rolnictwa dominowała hodowla zwierząt oraz warzyw i owoców.
W 1948 zmieniono nazwę wsi na współczesną – Vrakuňa, a w 1972 włączono w granice Bratysławy. Od 1990 jest jedną z 17 dzielnic miejskich. Obecnie dzielnica szybko się rozbudowuje, powstało m.in. centrum handlowe Avion.

## Podział dzielnicy
Nieoficjalnie dzieli się na 3 części:
- Dolné hony
- Ketelec
- Lieskovec

## Zabytki i atrakcje
- kościół Maryi Panny z 1879, służący współcześnie jako kaplica przy nowym obiekcie.
- Park Leśny nad Małym Dunajem

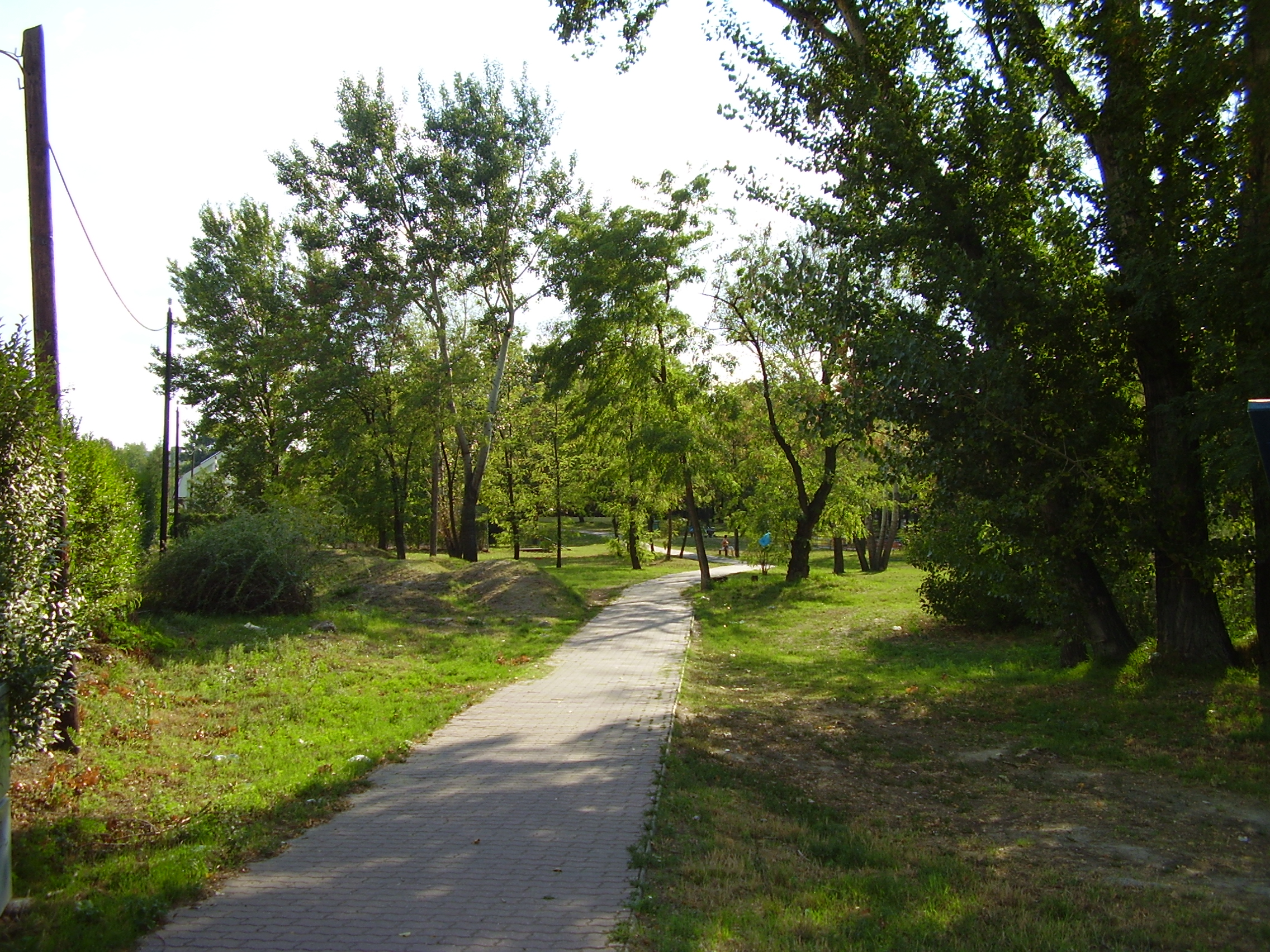
Park Leśny
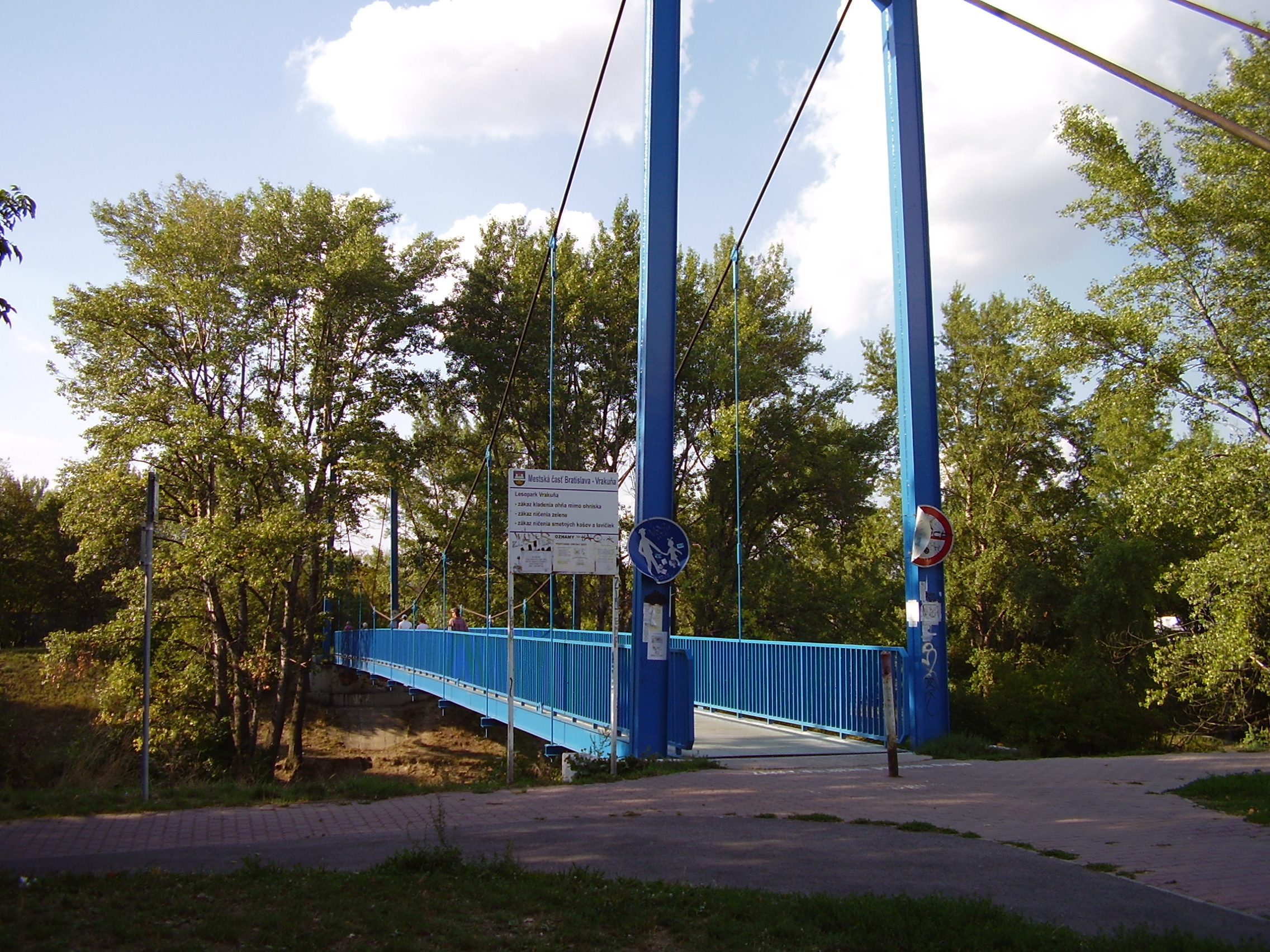
Kładka nad Małym Dunajem